# Streptocephalus
Streptocephalus är ett släkte av kräftdjur. Streptocephalus ingår i familjen Streptocephalidae.
Streptocephalus är enda släktet i familjen Streptocephalidae.

## Dottertaxa tillStreptocephalus, i alfabetisk ordning[1]
- Streptocephalus annanarivensis
- Streptocephalus antillensis
- Streptocephalus areva
- Streptocephalus bidentatus
- Streptocephalus bimaris
- Streptocephalus bourquinii
- Streptocephalus bouvieri
- Streptocephalus cafer
- Streptocephalus caljoni
- Streptocephalus cirratus
- Streptocephalus cladophorus
- Streptocephalus coomansi
- Streptocephalus dendrophorus
- Streptocephalus dendyi
- Streptocephalus dichotomus
- Streptocephalus distinctus
- Streptocephalus dorothae
- Streptocephalus dregi
- Streptocephalus echinus
- Streptocephalus gauthieri
- Streptocephalus gracilis
- Streptocephalus guzmani
- Streptocephalus indistinctus
- Streptocephalus jakubskii
- Streptocephalus javanensis
- Streptocephalus kaokoensis
- Streptocephalus kargesi
- Streptocephalus lamellifer
- Streptocephalus linderi
- Streptocephalus longimanus
- Streptocephalus mackini
- Streptocephalus macrourus
- Streptocephalus mattoxi
- Streptocephalus moorei
- Streptocephalus namibiensis
- Streptocephalus neumanni
- Streptocephalus ovamboensis
- Streptocephalus papillatus
- Streptocephalus potosinensis
- Streptocephalus proboscideus
- Streptocephalus propinquus
- Streptocephalus purcelli
- Streptocephalus queenslandicus
- Streptocephalus reunionensis
- Streptocephalus rothschildi
- Streptocephalus rubricaudatus
- Streptocephalus rugosus
- Streptocephalus sealii
- Streptocephalus similis
- Streptocephalus simplex
- Streptocephalus sirindhornae
- Streptocephalus spinicaudatus
- Streptocephalus spinifer
- Streptocephalus spinosus
- Streptocephalus sudanicus
- Streptocephalus texanus
- Streptocephalus torvicornis
- Streptocephalus trifidus
- Streptocephalus wirminghausi
- Streptocephalus vitreus
- Streptocephalus woottoni
- Streptocephalus zeltneri
- Streptocephalus zuluensis